# Matemàtica xinesa

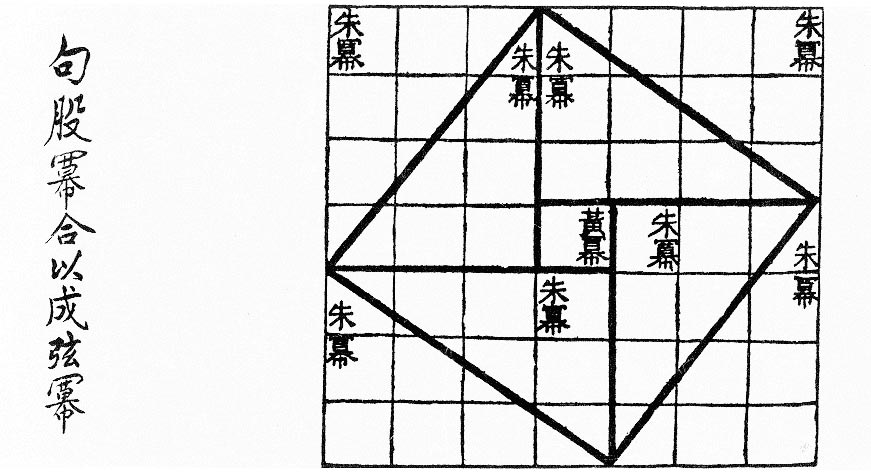
Demostració visual per al teorema de Pitàgores de costats de longitud (3, 4, 5) donada per Zhou Bi Suan Jing 500-200 a. C.

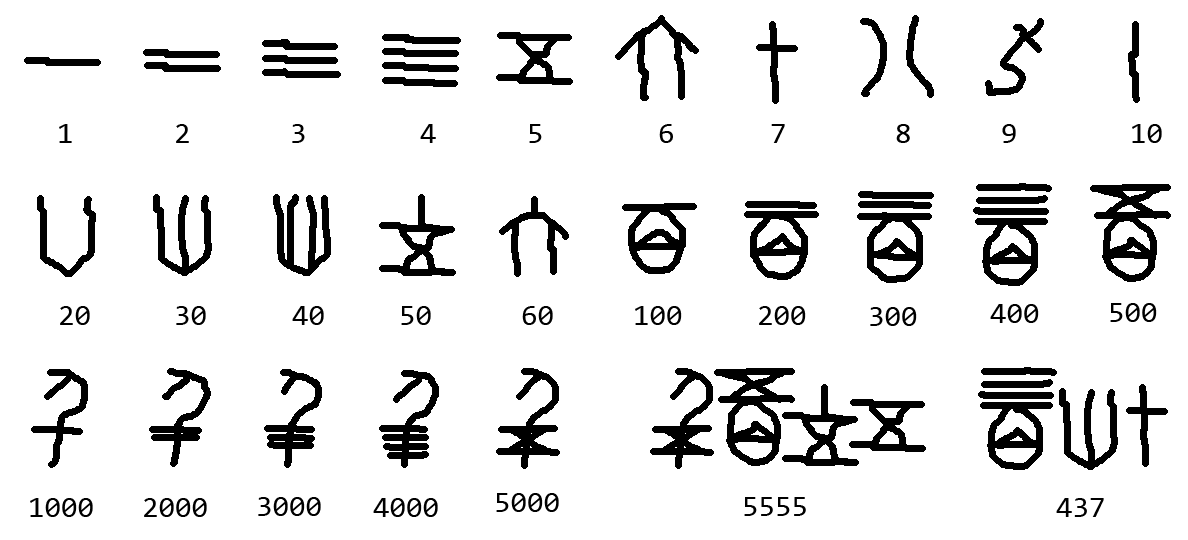
Sistema numèric tal com es produeix en inscripcions oraculars sobre os.

La matemàtica xinesa és la matemàtica desenvolupada al llarg de la història de la Xina. La matemàtica xinesa va ser independent de la matemàtica desenvolupada per grecs, asiàtics, egipcis i babilonis. Només a partir de la expansió de l'Islam els contactes entre Occident i la Xina es van fer prou intensos perquè s'establís una influència de la matemàtica desenvolupada a la Xina sobre la matemàtica coneguda a Occident. Per aquesta raó s'ha d'admetre que fins ben entrat el segle XVII, existia una cultura matemàtica pròpiament xinesa, el coneixement es basa en antics inscripcions, manuscrits i fins i tot llibres.
Les primeres matemàtiques a la Xina daten de la Dinastia Shang (1600 - 1046 a. C.) i consisteixen en nombres marcats en una closca de tortuga. Aquests nombres van ser representats mitjançant una notació decimal. Per exemple, el nombre 123 s'escrivia, de dalt a baix, com el símbol per a l'1 seguit de l'símbol per 100, després el símbol pel 2 seguit del símbol per a 10 i, finalment, el símbol per al 3. Aquest era el sistema de numeració més avançat en el seu temps i permetia fer càlculs per utilitzar amb el suanpan o l'àbac xinès. La data d'invenció del suanpan no es coneix amb certesa, però la menció escrita més antiga data del 190 d. C., en Notes suplementàries sobre l'Art de les Xifres, de Xu Yue.
Des del segle III a. C. els xinesos van donar una original demostració del teorema de Pitàgores, van calcular el nombre π per aproximació i van resoldre sobre el tauler de dames les equacions de primer grau. No obstant això, l'ús del zero no va aparèixer fins al segle VII de la nostra era. Durant els segles XII i XIII el àlgebra xinesa va aconseguir un brillant esplendor.
Fins i tot després que les matemàtiques europees comencessin a florir durant el Renaixement, les matemàtiques xineses i europees van mantenir tradicions separades, amb un significatiu declivi de les xineses, fins que missioners jesuïtes com Matteo Ricci van intercanviar les idees matemàtiques entre les dues cultures entre els segles xvi i xviii.

## Era imperial

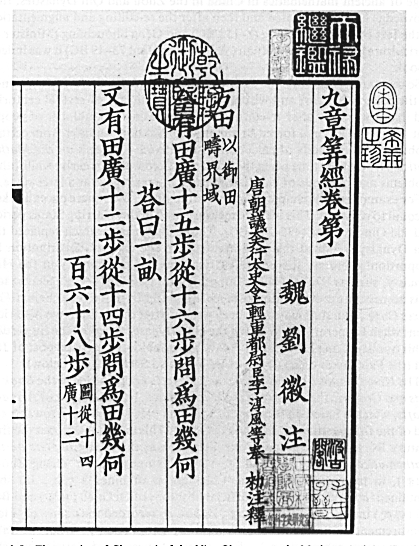
Els nou capítols sobre l'art matemàtic.

L'emperador Qin Shi Huang va ordenar al 212 a. C. que tots els llibres de fora de l'estat de Qin fossin cremats. El mandat no va ser obeït per tot el món, però com a conseqüència es coneix molt poc sobre la matemàtica en la Xina ancestral. El llibre de matemàtiques més antic que va sobreviure a la crema va ser el I Ching, que fa servir trigrames i hexagrames per a propòsits filosòfics, matemàtics i místics. Aquests objectes matemàtics estan compostos de línies senceres o dividides trucades yin (femení) i yang (masculí), respectivament (vegeu Seqüència de Rei Wen).
L'obra més antiga sobre geometria a la Xina ve de cànon filosòfic mohista, cap al 330 a. C., recopilat pels acòlits de Mozi (470-390 a. C.). El Mo Jing va descriure diversos aspectes de molts camps relacionats amb la física així com proporcionar una petita dosi de matemàtiques.
Després de la crema de llibres, la dinastia Han (202 a. C.-220 d. C.) va produir obres matemàtiques que presumiblement abundaven en treballs que s'havien perdut. La més important d'aquestes és Els nou capítols sobre l'art matemàtic, el títol complet va aparèixer cap al 179 d. C., però existia anteriorment en part sota altres títols. L'obra consisteix en 246 problemes en paraules que involucren agricultura, negocis, usos geomètrics per establir les dimensions de les pagodes, enginyeria, agrimensura i nocions sobre triangles rectangles i pi. També s'usa el principi de Cavalieri sobre volums més de mil anys abans que el propi Cavalieri ho formulés a Occident. Es van crear proves sobre el teorema de Pitàgores i una formulació matemàtica de l'eliminació de Gauss-Jordan. Liu Hui va fer un comentari de l'obra cap al segle III.
En resum, les obres matemàtiques de l'astrònom i inventor Han Zhang Heng (78-139 d. C.) contenien una formulació per pi també, la qual diferia dels càlculs de Liu Hui. Zhang Heng va usar la seva fórmula de pi per trobar volums esfèrics. Estaven també els treballs escrits del matemàtic i teòric de la música Jing Fang (78-37 a. C.); mitjançant l'ús de la coma pitagòrica, Jing va observar que 53 cinquenes justes s'aproximen a 31 octaves. Això portaria més tard a la descoberta de léscala temperada que divideix la vuitena en 53 parts iguals i no tornaria a ser calculat amb tanta precisió fins que al segle XVII ho fes l'alemany Nicholas Mercator..
Els xinesos també van fer ús de diagrames combinatoris complexos coneguts com a quadrat màgic i cercle màgic, descrits en temps ancestrals i perfeccionats per Yang Hui (1238-1398 d. C.).
Al segle V, Zu Chongzhi de les Dinasties del Sud i del Nord va calcular el valor de pi fins a set decimals, que va ser el valor de pi més exacte durant gairebé 1000 anys.